# مارثا بولانوس دي برادو
مارثا بولانوس دي برادو (بالإسبانية: Martha Bolaños de Prado) هي مُدرسة وملحنة وعازفة بيانو وممثلة غواتيمالية، ولدت في 15 يناير 1897 في مدينة غواتيمالا في غواتيمالا، وتوفيت بنفس المكان في 4 يونيو 1963.